# Bene Lario
Bene Lario – miejscowość i gmina we Włoszech, w regionie Lombardia, w prowincji Como.
Według danych na rok 2004 gminę zamieszkuje 310 osób, 62 os./km².